# بطاقة بريد مصورة حقيقية
بطاقة بريد مصورة حقيقية (RPPC)، هي صورة ضوئية ذات لون متجانس مطبوعة على ظهر البطاقات البريدية. ويميز هذا المصطلح بين عملية التصوير الفوتوغرافي الحقيقي وعمليات الطباعة الحجرية أو طباعة الأوفست المستخدمة في طباعة معظم صور البطاقات البريدية.

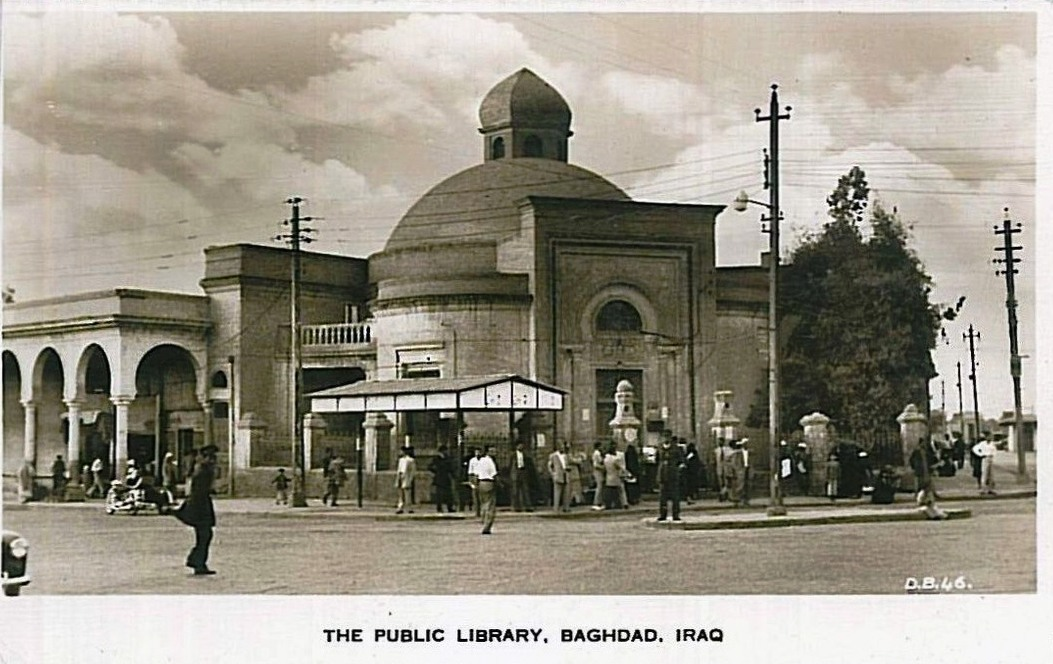
بطاقة بريد تحمل صورة المكتبة العامة، ببغداد سنة 1940

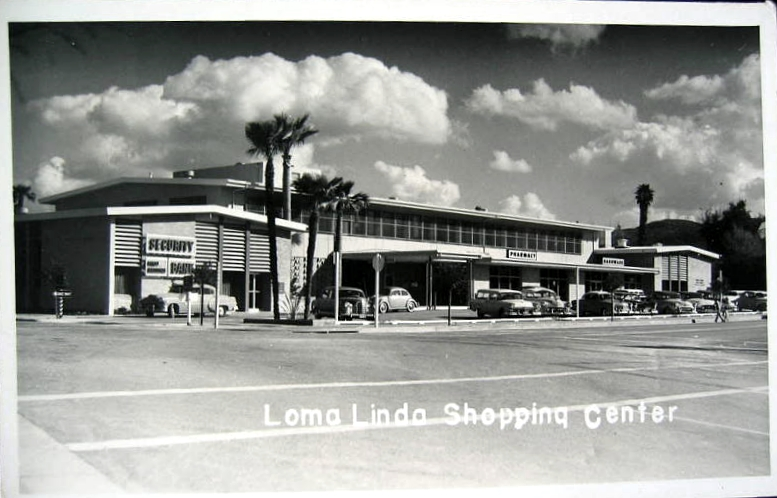
بطاقة بريد نموذجية من القرن العشرين بالأبيض والأسود لصور حقيقية

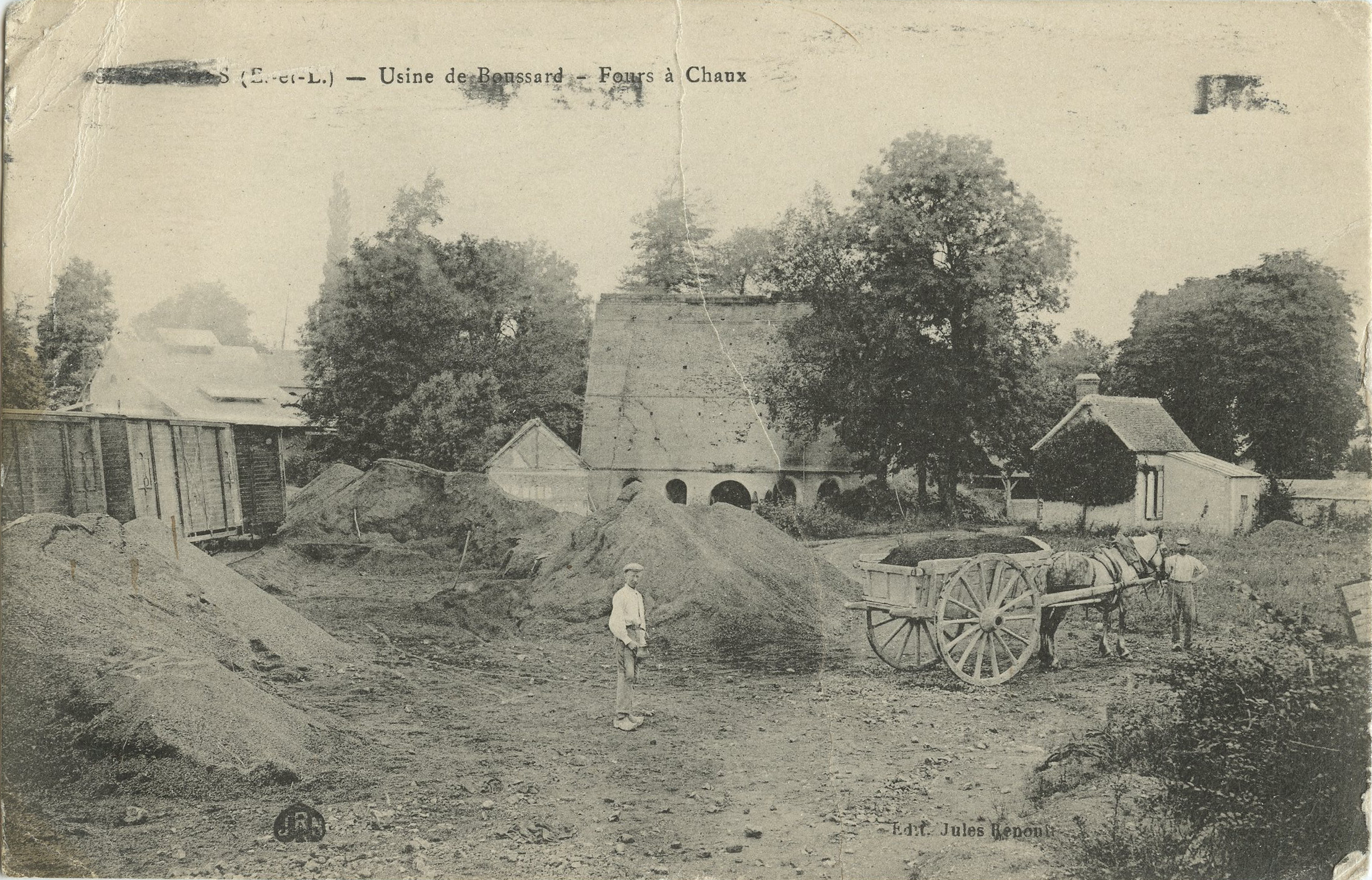
بطاقة بريد قديمة طبعت في سنة 1918

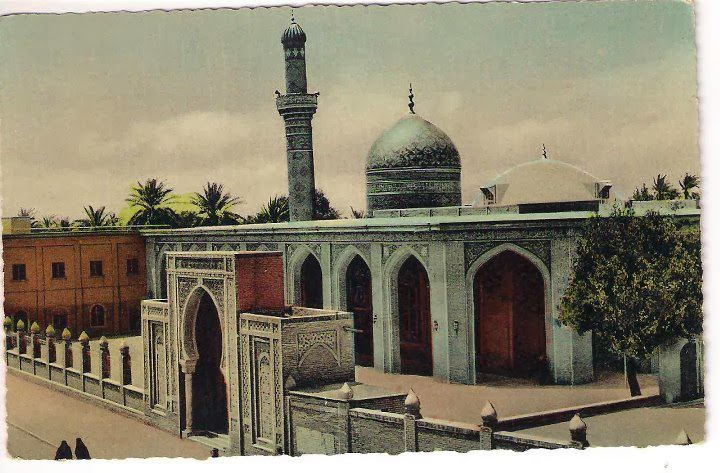
بطاقة بريد عليها صورة جامع الإمام الأعظم في بغداد سنة 1940

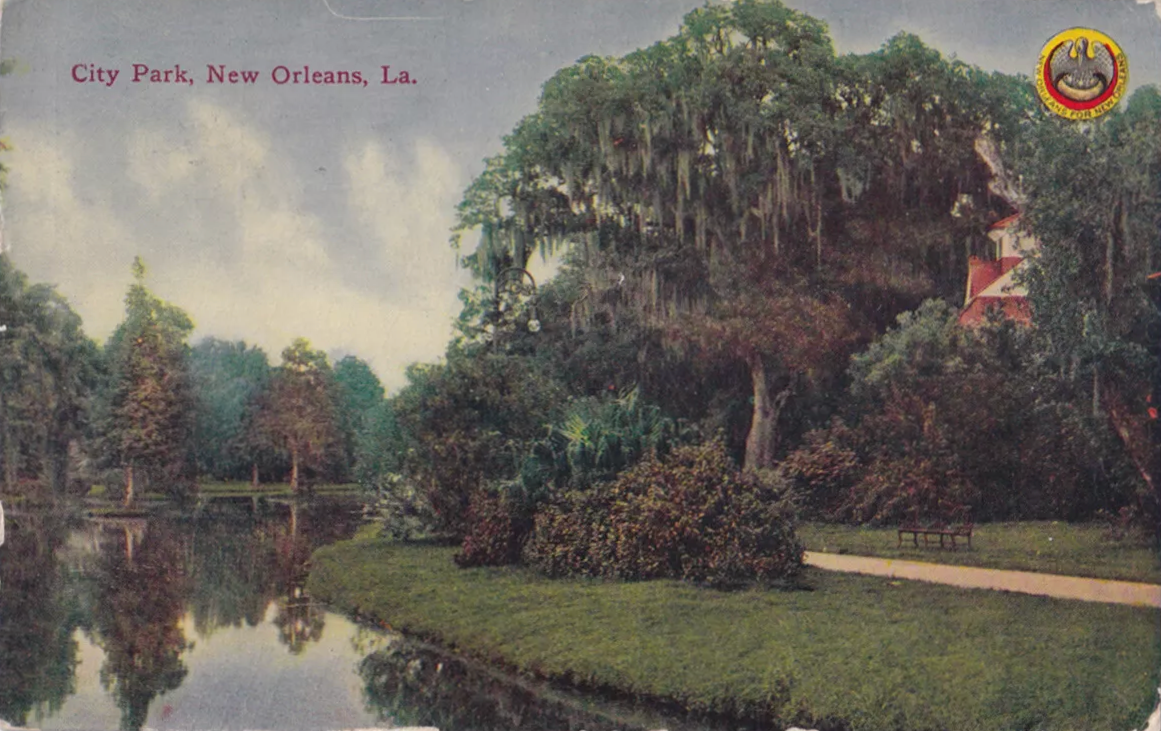
بطاقة بريد من سيتي بارك نيو أورليانز سنة 1911

في عام 1903، طرحت شركة كوداك للسوق كاميرا كوداك رقم 3A القابلة للطي في الجيب. سمحت هذه الكاميرا المصممة لأفلام بحجم بطاقة بريدية بالتقاط صور فوتوغرافية لعامة الناس وطباعتها على ظهر البطاقات البريدية، وعادةً ما تكون بنفس أبعاد البطاقات البريدية القديمة القياسية (3-1/2 بوصة × 5-1/2 بوصة). استُخدمت العديد من الكاميرات الأخرى التي استخدم بعضها لوح تصوير ضوئي فأنتجت صوراً كان لا بد من اقتصاصها لتناسب شكل البطاقات البريدية.
في عام 1907، قدمت شركة كوداك خدمة تسمى "بطاقات بريدية مصورة حقيقية"، والتي مكنت العملاء من عمل بطاقة بريدية من أي صورة التقطوها.
في حين كانت شركة كوداك المروج الرئيسي لإنتاج البطاقات البريدية المصورة، إلا أن الشركة استخدمت مصطلح "صورة حقيقية" بشكل أقل من المصورين وغيرهم في السوق من عام 1903 إلى عام 1930 تقريباً.
تذكر مجلة أولد هاوس جورنال أنه "ابتداءً من عام 1902 قدمت شركة كوداك ظهر بطاقة مطبوعة مسبقًا تسمح بصنع البطاقات البريدية مباشرةً من الصور السلبية." سمحت هذه التقنية للمصورين بالسفر من مدينة إلى أخرى وتوثيق الحياة في الأماكن التي زاروها. وتتابع مجلة أولد هاوس جورنال: "استأجرهم رجال الأعمال المحليون لتسجيل أحداث المنطقة ومنازل المواطنين البارزين. وثّقت هذه البطاقات البريدية المباني والمواقع المهمة، بالإضافة إلى احداث الثورات والحرائق والفيضانات. استخدمها السماسرة لبيع المساكن الجديدة عن طريق كتابة الأوصاف والأسعار على ظهرها. أصبحت البطاقات البريدية المصورة تعبيرًا عن الفخر بالوطن والمجتمع، كما كانت تباع كهدايا تذكارية في متاجر الأدوية المحلية ومحلات القرطاسية."
في 1 مارس 1907، سمح التشريع الفيدرالي للمرسل البطاقة، لأول مرة، بتضمين رسالة على جزء من ظهر البطاقة البريدية. (قبل ذلك الوقت، كان العنوان مسموحًا بهِ على جانب واحد فقط بينما كان يمكن أن يقدم الجانب الآخر صورة أو عملًا فنيًا). يمكن أن يستوعب الجانب الأمامي بعد ذلك صورة حقيقية بالحجم الكامل. ارتفعت شعبية البطاقات البريدية المصورة الحقيقية في جميع أنحاء البلاد، وبدأ الكثير من الناس في جمع البطاقات في ألبومات. لم يقدم أي تنسيق آخر مثل هذا التاريخ الضخم للصور الفوتوغرافية لأمريكا، خاصةً في المدن الصغيرة والريفية في أمريكا حيث كان التصوير الضوئي في كثير من الأحيان ترفاً. كانت العديد من البطاقات البريدية المصورة الحقيقية عبارة عن مطبوعات فريدة من نوعها التقطها مصورون هواة، ولكن البعض الآخر طبع بكميات كبيرة من قبل شركات مثل الشركة الشرقية للصور والنشر في بلفاست بولاية مين. كانت البطاقات البريدية المصورة الحقيقية تُصنع أحيانًا وتباع كتذكار في مسرح عمليات الإعدام خارج نطاق القانون؛ (انظر أيضًا البطاقات البريدية للإعدام خارج نطاق القانون) كما استخدمت أيضًا لتوثيق أحداث مهمة مثل الثورة المكسيكية.
قد يكون للبطاقات البريدية الحقيقية للصور الفوتوغرافية حدود بيضاء أو ظهر مقسم أو غير ذلك من سمات البطاقات البريدية، وذلك حسب الورق الذي استخدمه المصور.

## معرض صور

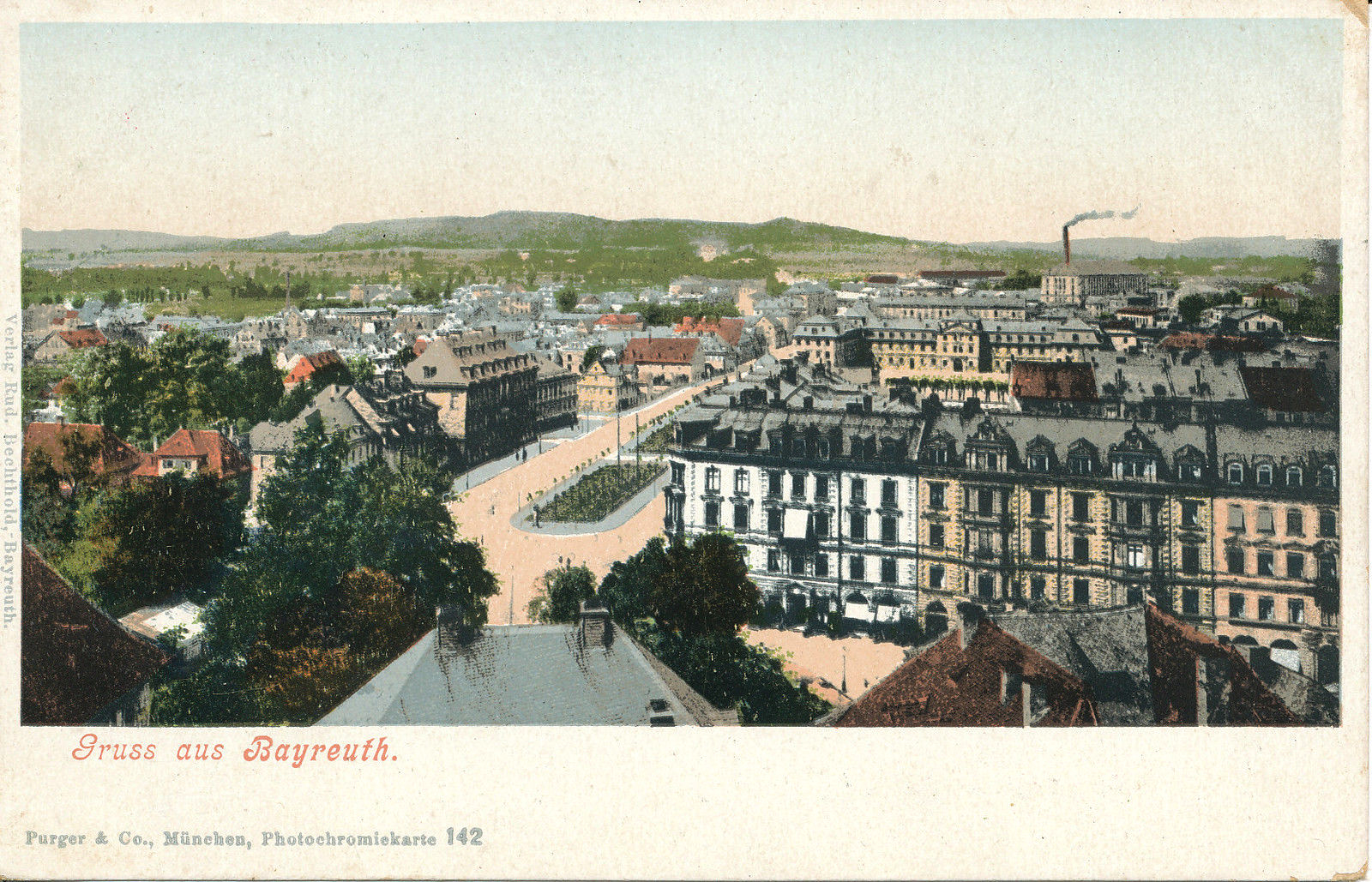
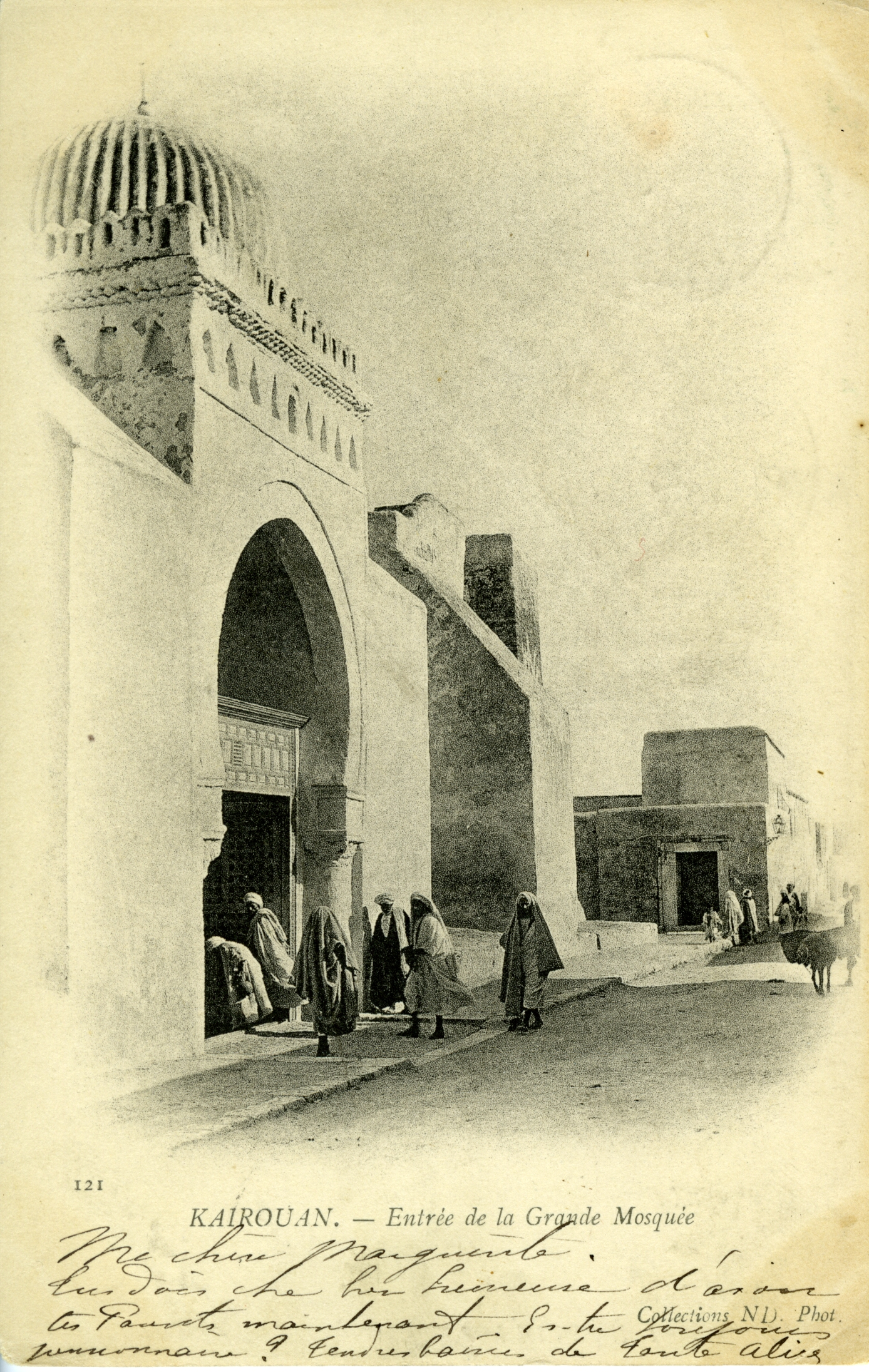
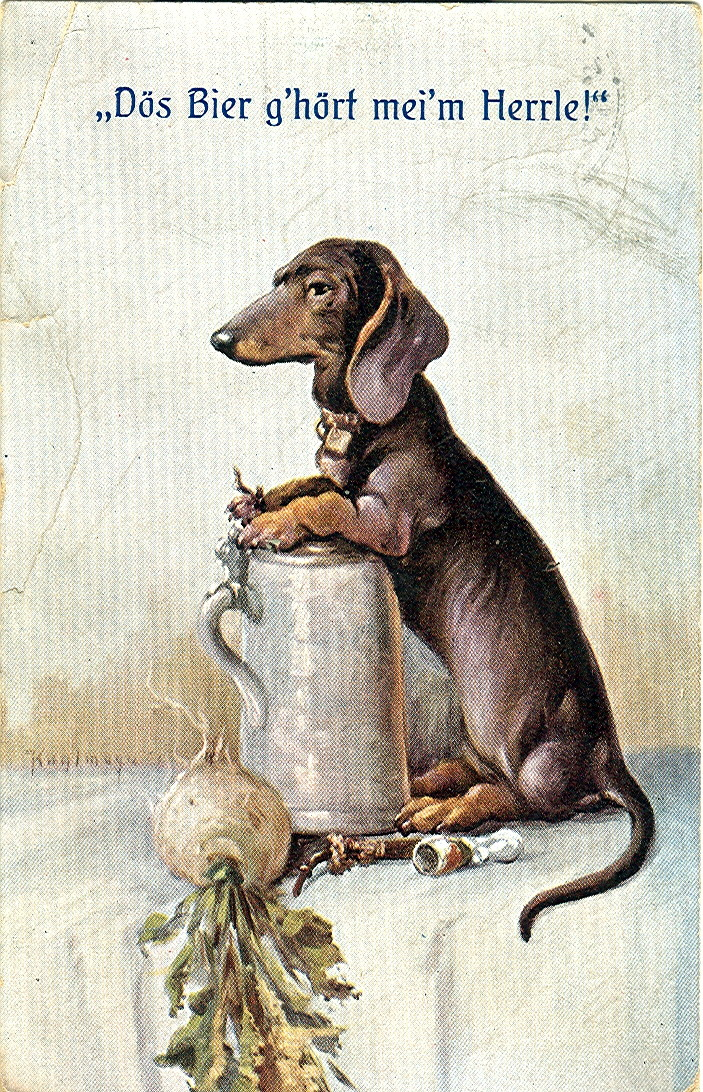
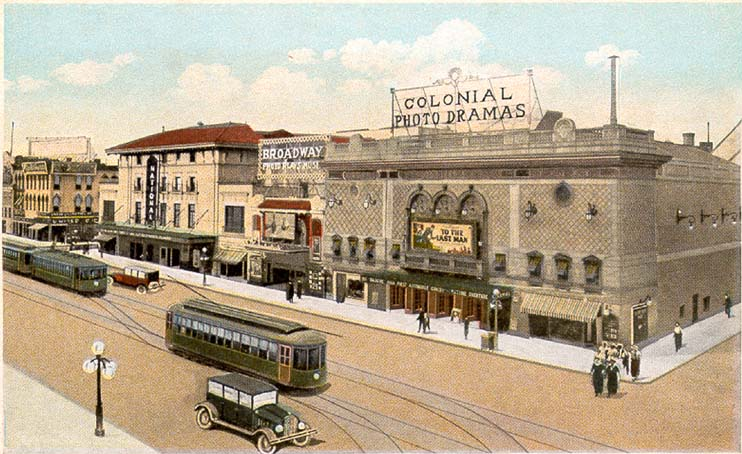